# Beheloke
Beheloke is een plaats en commune in het zuiden van Madagaskar, behorend tot het district Toliara II, dat gelegen is in de regio Atsimo-Andrefana. Tijdens een volkstelling in 2001 telde de plaats 9.625 inwoners.
De plaats biedt naast lager onderwijs ook middelbaar onderwijs aan. 5 % van de bevolking werkt als landbouwer, 70 % houdt zich bezig met veeteelt en 20 % verdient zijn brood als visser. Het belangrijkste landbouwproduct is maniok; andere belangrijke producten zijn mais, zoete aardappelen en cowpeas. Verder is 5 % actief in de dienstensector.